# 戸上守
戸上 守（とがみ まもる、1935年12月1日 - 2019年4月25日）は、元競輪選手。現役時代は日本競輪選手会福岡支部に在籍。ホームバンクは久留米競輪場。日本競輪学校（当時）第2期生で、登録番号は5805。晩年は久留米市に在住していた。

## 経歴
当初は追い込み型の選手だったが、3角捲りを繰り出せるようになるや、トップクラスへと上り詰めるようになる。
1958年、名古屋競輪場で開催された第3回オールスター競輪において、福岡県を登録地とする選手として初の特別競輪（現在のGI）を制覇。また、同年の競輪祭も制覇。1964年には高松宮賜杯競輪を制覇した。
1986年1月6日登録削除。通算戦績は3156戦805勝（ほか2着561回、3着467回）。
1995年1月に創設された、日本名輪会の一員にもなった。
2019年4月25日午前11時30分、病気のため死去、83歳であった。

## 主な獲得タイトル
- 1958年 - オールスター競輪（名古屋競輪場）、競輪祭（小倉競輪場)
- 1964年 - 高松宮賜杯競輪（大津びわこ競輪場）

## エピソード
現在、久留米競輪場では、戸上の冠を頂くS級シリーズ（FI）・「戸上守杯」が行われているが、同じく久留米競輪場をホームバンクとしていた中野浩一を記念して「中野カップレース」（GIII）が行われることになった際、戸上は恐縮して、自身の冠レースの返上を申し出た。ところが、久留米競輪場の主催者である久留米市側は逆に、戸上のこれまでの功績は計り知れず、逆にその名を消すことこそ畏れ多いとして返上を拒否。そして戸上を説得し、限りなくGIIIに近いレースという位置づけで開催している。